# Чемашихинский сельсовет
Чемашихинский сельсове́т — упразднённое сельское поселение и административно-территориальная единица в Краснобаковском районе Нижегородской области. В 2009 году был присоединён к Прудовскому сельсовету.
Административный центр — село Чемашиха.

## Населённые пункты
В состав поселения входили:
- д. Баландиха
- д. Желтовка
- д. Зашильское
- д. Лопатино
- д. Патракеево
- с. Сквозники
- д. Сластники
- д. Слониха
- д. Софоново
- д. Труфаново
- д. Трухино
- с. Чемашиха
- д. Черепаниха